# Stawiska (Rybnik)
Stawiska – część miasta Rybnika, położona w rejonie ulicy Witosa, na południowy zachód od centrum Rybnika. 